# 구글 질문 및 답변
구글 질문 및 답변(Google Questions and Answers)은 사용자가 웹을 통해 질문에 대한 좋은 답변을 공동으로 찾을 수 있도록 구글에서 제공하는 무료 지식검색 사이트였다('구글 지식 검색'으로도 호칭함). 이 서비스는 2007년 6월 28일에 출시되었으며 2006년 12월 1일에 중단된 유료 구글 앤서 서비스를 대체한다. 구글은 이 새로운 서비스를 출시할 첫 번째 국가로 러시아를 선택했다.
러시아를 기점으로 중국, 태국, 베트남, 인도네시아를 비롯해 아랍 17개국, 아프리카 40개국에 서비스를 런칭했다. 구글이 이들 국가를 표적으로 삼은 이유는 해당 국가에 구글
검색 엔진에서 색인을 생성할 만큼 충분한 웹 사이트가 없었기 때문이다. Q&A 시스템은 유용한 콘텐츠를 수집하고 검색 엔진에 색인을 생성하는 효과적인 방법이다.
기술적으로 구글 서비스는 mail.ru, 네이버, 야후!의 유사한 서비스와 가장 유사하다. 질문과 답변 작성자의 닉네임은 기여한 콘텐츠 바로 옆에 표시된다. 구글은 질문 태그를 사용하여 사용자가 관련 질문을 찾을 수 있도록 돕는다. 또한 Googl구글은 이전에 질문한 유사한 질문에 대한 고품질 답변을 찾아서 사용자에게 반환하여 답변 시기를 개선한다. 또한 이 서비스는 검색을 통합하고 자연어 처리를 통해 불만족스러운 웹 검색(반환된 결과 중 하나도 클릭되지 않았다는 사실로 나타남)을 질문으로 변환한다. 기술 세부정보는 구글의 2010 VLDB 문서에 문서화되어 있다.
이러한 종류의 대부분의 서비스와 마찬가지로 구글은 사람들이 질문에 답변하도록 동기를 부여하는 인센티브 시스템을 제공한다. 이는 행동에 대한 점수 할당과 러시아 학위 시스템을 대략적으로 기반으로 한 수준 시스템을 기반으로 한다. 인센티브 시스템의 흥미로운 특징은 답변을 게시한 것보다 방문에 대한 구글의 보상이 더 높다는 것이다.
2007년 8월 20일, 구글과 중국 커뮤니티 사이트인 Tianya Club은 "Tianya Answers"라는 무료 Q&A 서비스를 시작했다.
이후 이 사이트는 완전히 다른 URL의 구글 바라자(Google Baraza)라는 이름으로 영어와 프랑스어로 출시되었다.
구글은 2014년 6월 23일에 질문 및 답변 웹사이트를 다시 폐쇄하고 읽기 전용으로 만들었다.